# O.W. Fischer
O.W. Fischer geboren als Otto Wilhelm Fischer (Klosterneuburg, 1 april 1915 - Lugano, 29 januari 2004) was een Oostenrijkse acteur.

## Jeugd en opleiding
Otto Wilhelm Fischer was de zoon van de jurist Frans Karl Fischer en diens vrouw Maria Schoerg. Hij bezocht de Langstögergassen-Volkschule en het gymnasium Klosterneuburg. Na zijn schoolafsluiting in 1933 studeerde hij meerdere semesters anglistiek, germanistiek en kunstgeschiedenis aan de universiteit van Wenen, voordat hij zich in 1936 aanmeldde bij het Max Reinhardt-seminarie om acteerlessen te volgen.

## Carrière
Via het Theater in der Josefstadt, de Münchener Kammerspiele en het Deutsche Volkstheater speelde hij zich naar het Burgtheater in Wenen, waarvan hij van 1945 tot 1952 lid was. Filmrollen waarin hij vanaf 1936 optrad, waaronder een sterk antisemitisch gedeelte in Wien 1910, leverden hem in 1944 een vermelding op in Joseph Goebbels Gottbegnadeten-Liste. In 1950 lukte hem de doorbraak in het na-oorlogse bioscoopcircuit met de hoofdrol in Erzherzog Johanns große Liebe. Tijdens het Duitse Wirtschaftswunder groeide hij naast Curd Jürgens uit tot de bestbetaalde Duitstalige bioscoopster. In talrijke films speelde hij een liefdeskoppel met Maria Schell of met Ruth Leuwerik.
Zijn terughoudende speelwijze en zijn uitspraken maakten hen in de eigentijdse Duitstalige filmwereld onmiskenbaar. Zijn voorliefde voor zwartgallige en demonische figuren, zoals de Beierse koning Ludwig II en de helderziende Hanussen, fascineerden bioscoopbezoekers en critici. Twee maal voerde hij zelf de regie. In 1957 zou hij met de film My man Godfrey een Hollywood-carrière startten, maar Fischer kon zich niet vinden met het daar heersende studiosysteem, waardoor hij na enkele draaidagen werd ontslagen en werd vervangen door David Niven. Hij keerde terug naar Duitsland, waar hij direct weer aan zijn vroegere successen kon evenaren.

## Privéleven en overlijden
In 1942 trouwde Fischer met de uit Praag stammende actrice Anna (Nanni) Usell (1903 – 1985). Van 1949 tot 1952 had hij een verhouding met de actrice Gustl Gerhards (Dreizehn unter einem Hut). Vanaf de jaren 1960 woonde hij in Vernate in het Zwitserse kanton Tessin.
Hij erkende reeds in de jaren 1960, dat zijn glanstijd en die van de na-oorlogse films voorbij was. Desondanks speelde hij tot 1969 meer of minder succesvol in Europese films. Tot 1988 was hij ook te zien in tv-spelen, waaronder Das weite Land (1970, Arthur Schnitzler). In zijn latere jaren wijdde hij zich als privégeleerde en etymoloog aan de filosofie en theologie.
O.W. Fischer overleed  op 29 januari 2004 in de leeftijd van 88 jaar in een Zwitsers ziekenhuis in Lugano aan hartfalen. Zijn urn bevindt zich in zijn huis in Vernate. Zijn nalatenschap bevindt zich sinds 2009 in het Oostenrijkse Theatermuseum.

## Onderscheidingen
- 1950, 1951: Donauweibchen
- 1953–1956: Bambi
- 1955: Silbernen Filmband (beste hoofdrolvertolker) voor Ludwig II.
- 1956: Filmfestival San Sebastian: Silberne Muschel (regie, vertolker) voor Ich suche Dich
- 1956: Prijs der Spaanse filmjournalisten (beste draaiboek) voor Ich suche Dich
- 1958–1961: Bambi
- 1958–1963: Bravo-Otto
- 1959: Goldenes Filmband (beste hoofdrolvertolker) voor Helden
- 1960: Österreichisches Ehrenkreuz für Wissenschaft und Kunst 1e Klasse
- 1961: Europa-Prijs voor Das Riesenrad
- 1961: Erelidmaatschap van de Vereniging der Spaanse filmjournalisten
- 1970: Benoeming tot professor
- 1977: Goldenes Filmband voor langjarig en voortreffelijk werk in de Duitse film
- 1987: Cordon Bleu du Saint Esprit
- 1987, 1990: Bambi
- 1996: Großes Goldenes Ehrenzeichen für Verdienste um die Republik Österreich
- 1996: Ere-Romy voor het levenswerk
- Großes Verdienstkreuz van de Bondsrepubliek Duitsland

## Filmografie (selectie)
- 1936: Burgtheater
- 1939: Anton, der Letzte
- 1940: Meine Tochter lebt in Wien
- 1941: Der Meineidbauer
- 1942: Wien 1910
- 1942: Sommerliebe
- 1943: Die beiden Schwestern
- 1943: Sieben Briefe
- 1943: Glück unterwegs
- 1944: Spiel
- 1944: Leuchtende Schatten (onvoltooid)
- 1947: Triumph der Liebe
- 1947: Das unsterbliche Antlitz
- 1949: Liebling der Welt
- 1950: Erzherzog Johanns große Liebe
- 1950: Verträumte Tage / L'Aiguille rouge
- 1951: Heidelberger Romanze
- 1951: Das letzte Rezept
- 1952: Bis wir uns wiederseh'n
- 1952: Cuba Cabana

- 1952: Tausend rote Rosen blühn
- 1953: Der träumende Mund
- 1953: Ein Herz spielt falsch
- 1953: Solange Du da bist
- 1953: Tagebuch einer Verliebten
- 1954: Bildnis einer Unbekannten
- 1954: Ludwig II. – Glanz und Elend eines Königs
- 1954: Napoléon
- 1955: Hanussen (ook regie)
- 1955: Ich suche Dich (ook regie)
- 1956: Mein Vater, der Schauspieler
- 1957: Herrscher ohne Krone
- 1957: El Hakim
- 1957: Skandal in Ischl
- 1958: ... und nichts als die Wahrheit
- 1958: Peter Voss, der Millionendieb
- 1958: Il bacio del sole
- 1958: Helden
- 1959: Whirlpool
- 1959: Abschied von den Wolken

- 1959: Menschen im Hotel
- 1959: Peter Voss – der Held des Tages
- 1959: Und das am Montagmorgen
- 1960: Mit Himbeergeist geht alles besser
- 1960: Scheidungsgrund: Liebe
- 1961: Es muß nicht immer Kaviar sein
- 1961: Diesmal muß es Kaviar sein
- 1961: Das Riesenrad
- 1962: Axel Munthe – Der Arzt von San Michele
- 1963: Frühstück im Doppelbett
- 1963: Das Geheimnis der schwarzen Witwe
- 1964: Onkel Toms Hütte
- 1965: El marques
- 1966: Non faccio la guerra, faccio l‘amore
- 1969: Lovebirds
- 1970: Das weite Land
- 1970: Die Fliege und der Frosch
- 1986: Auferstehung in Lugano
- 1987: Herbst in Lugano

## Portretten en interviews
- Das Künstlerporträt (1959; NWDR)
- Die Rückkehr des O.W. Fischer (1968; ZDF)
- Auferstehung in Lugano (1986; ZDF)
- Ich möchte noch erwachsen werden (1990; BR)
- Liebe, Tod und Teufel (1997; ORF)
- Wortwechsel (1998; SWF)
- O.W. Fischer im Gespräch mit Jürgen Fliege (2002; BR)
- Spiegel der Gedanken (2004; ORF)

## Theaterrollen
- Fritz in Liebelei van Arthur Schnitzler, debuut bij het Theater in der Josefstadt (1936)
- Kosinski in Die Räuber van Friedrich Schiller, Regie: Walter Bruno Iltz, Deutsches Volkstheater Wien
- Demetrius in Ein Sommernachtstraum van William Shakespeare Deutsches Volkstheater Wien (1938)
- Trenck in Baron Trenck der Pandur van Otto Emmerich Groh, Deutsches Volkstheater Wien (1940)
- Otto von Meran in Ein treuer Diener seines Herrn van Franz Grillparzer, Deutsches Volkstheater Wien
- Lionel in Die Jungfrau von Orleans van Friedrich Schiller, Deutsches Volkstheater Wien (1942)
- Rosenberg in König Ottokars Glück und Ende van Franz Grillparzer, Regie: Walter Bruno Iltz, Deutsches Volkstheater Wien (1942)
- Titelrol in Demetrius van Friedrich Hebbel; Regie: Walter Ullmann, Deutsches Volkstheater Wien
- Anatol in Frage an das Schicksal van Arthur Schnitzler (1946)
- Oswald in Gespenster van Henrik Ibsen Akademietheater Wien (1946)
- Saint Just in Dantons Tod van Georg Büchner (1947)
- Titelrol in Der Schwierige van Hugo von Hofmannsthal, 1967 bij de Salzburger Festspielen